# Gaspar Melchor de Jovellanos

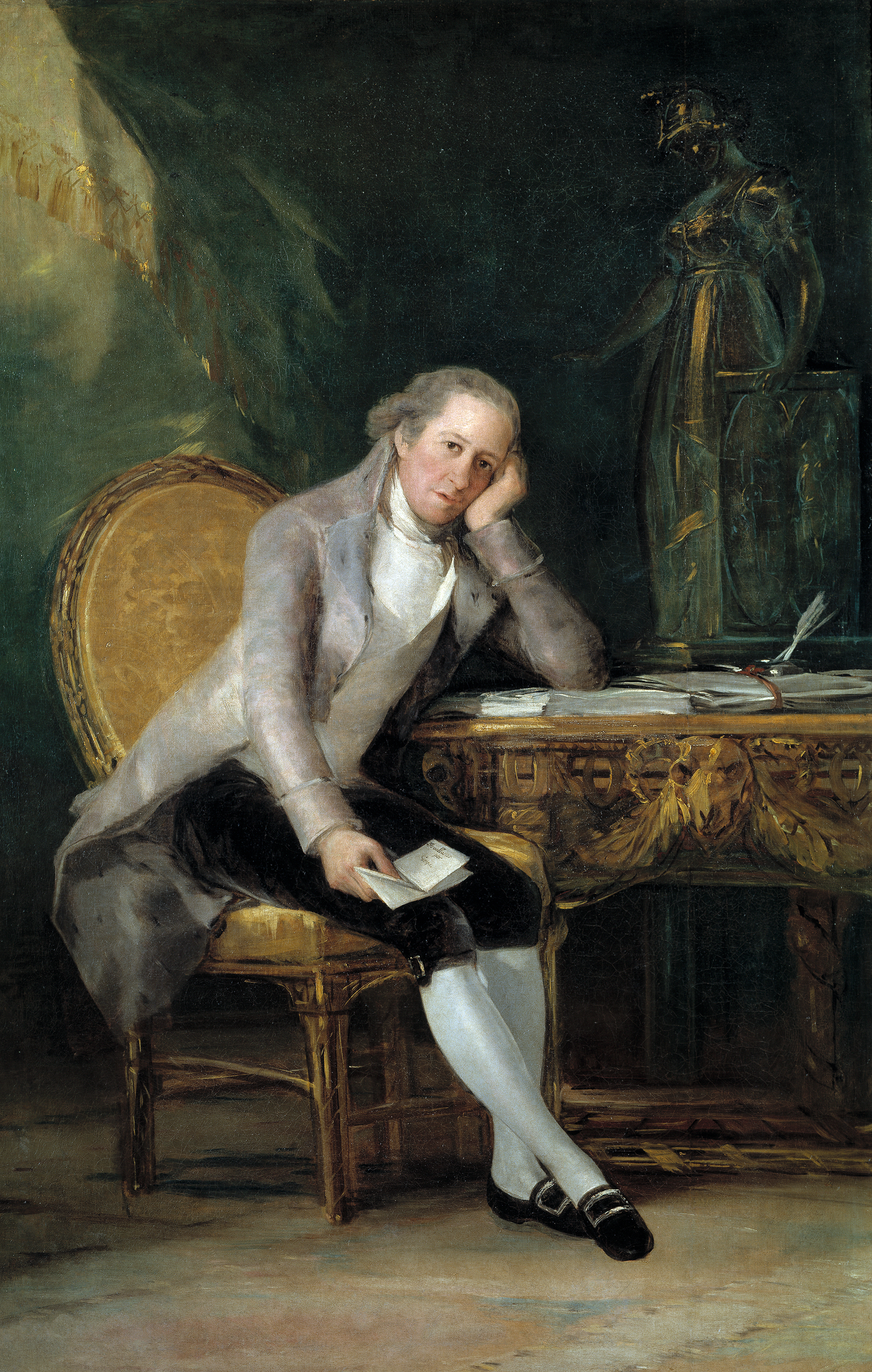
Gaspar Melchor de Jovellanos

Gaspar Melchor de Jovellanos (* 5. Januar 1744 in Gijón; † 27. November 1811 in Puerto de Vega bei Navia (Asturien)) war ein spanischer Jurist, Staatsmann, Ökonom und Schriftsteller. Er war Anhänger der spanischen sowie französischen Aufklärung des 18. Jahrhunderts und neigte zum Merkantilismus.

## Leben
Don Gaspar Melchor de Jovellanos, eigentlich Jove-Llanos, war für den geistlichen Stand bestimmt, trat aber 1767 in den Justizdienst und wurde Mitglied der spanischen Akademie und von Karl III. zum Staatsrat ernannt.
Seine Opposition als Aufklärer gegen die Mängel der Gesetzgebung, Polizei etc. in seinem Vaterland zog ihm 1790 Verbannung nach Asturien zu, wo er für die Hebung der Wohlfahrt des Landes unermüdlich tätig war. 1797 wurde er von Manuel de Godoy zum Minister der Justiz und der Gnadensachen ernannt; allein schon 1798 zog er sich, um den von jenem ausgehenden Vergiftungsversuchen zu entfliehen, nach Gijón zurück, wurde auf Veranlassung Godoys 1801 in ein Kartäuserkloster auf Mallorca verbannt und 1802 in das Staatsgefängnis Castell de Bellver gebracht.
Nachdem er 1808 beim Einfall der Franzosen in Spanien seine Freiheit wiedererlangt hatte, zog er sich in seine Vaterstadt zurück, wies Joseph Bonapartes Angebote zurück, wurde ein eifriges Mitglied der Zentraljunta und war für die Organisation der Erhebung des spanischen Volkes gegen die Fremdherrschaft unverdrossen tätig. Trotzdem erntete er nur Undank und Verfolgung.

## Werk
Sein Trauerspiel El Pelayo (1799) behandelt die Geschichte des Gotenhelden, der sich gegen die Mauren behauptete. Eine Sammlung seiner Werke besorgten Ramón María Cañedo (Madrid 1830–32) und Cándido Nocedal (Band 46 und 50 der Biblioteca de autores españoles, Madrid 1858–1859). Seine Oraciones y discursos erschienen in einer Sonderausgabe (Madrid 1880).
Jovellanos tränenreiches neoklassizistisches Prosadrama El delincuente honrado (1774) verweist bereits auf die spanische Romantik.
Er verfasste auch Texte in asturianischer Sprache, für die er – damals noch vergeblich – versuchte ein Wörterbuch und eine Grammatik zu erstellen.

## Biographie
- Juan Agustín Cean Bermudez: Memorias para la vida del Excmo. Señor D. Gaspar Melchor de Jovellanos y noticias analíticas de sus obras. Imprenta que fue de Fuentenebro, Madrid 1814 (Digitalisat einer modernen Ausgabe).

## Sekundärliteratur
- Katrin Kaufmann: Die ökonomischen und pädagogischen Schriften des Gaspar Melchor de Jovellanos (1744 - 1811): ein Beitrag zur Erneuerung Spaniens. Univ., Diss. A, Leipzig 1989.
- Wolfgang Vogt, Wolfgang: Die „Diarios“ von Gaspar Melchor de Jovellanos: (1744 - 1811). Lang, Bern / Frankfurt am Main 1975 (= Hispanistische Studien. Band 2), ISBN 3-261-00938-1. Zugleich Philosophische Dissertation Bonn